# El amor (canción de Tito el Bambino)
«El amor» es una canción del cantante puertorriqueño Tito el Bambino. Fue publicado el 9 de febrero de 2009 como el segundo sencillo de su álbum El Patrón.

## Posicionamiento en listas
| Lista musical (2009)                    | Mejor posición |
| --------------------------------------- | -------------- |
| Hot Latin Songs (Billboard)             | 1              |
| Latin Rhythm Airplay (Billboard)        | 1              |
| Latin Tropical Airplay (Billboard)      | 1              |
| Latin Pop Airplay (Billboard)           | 10             |
| Top 5 Bolivia (Top Latino)              | 3              |
| Top 5 Chile (Top Latino)                | 4              |
| Top 5 Guatemala (Top Latino)            | 2              |
| Top 5 Perú (Top Latino)                 | 1              |
| Top 5 Puerto Rico (Top Latino)          | 4              |
| Top 5 República Dominicana (Top Latino) | 3              |
| Top 5 El Salvador (Top Latino)          | 1              |
| Top 5 Estados Unidos (Top Latino)       | 3              |